# Operacja „Burza” (Chorwacja)

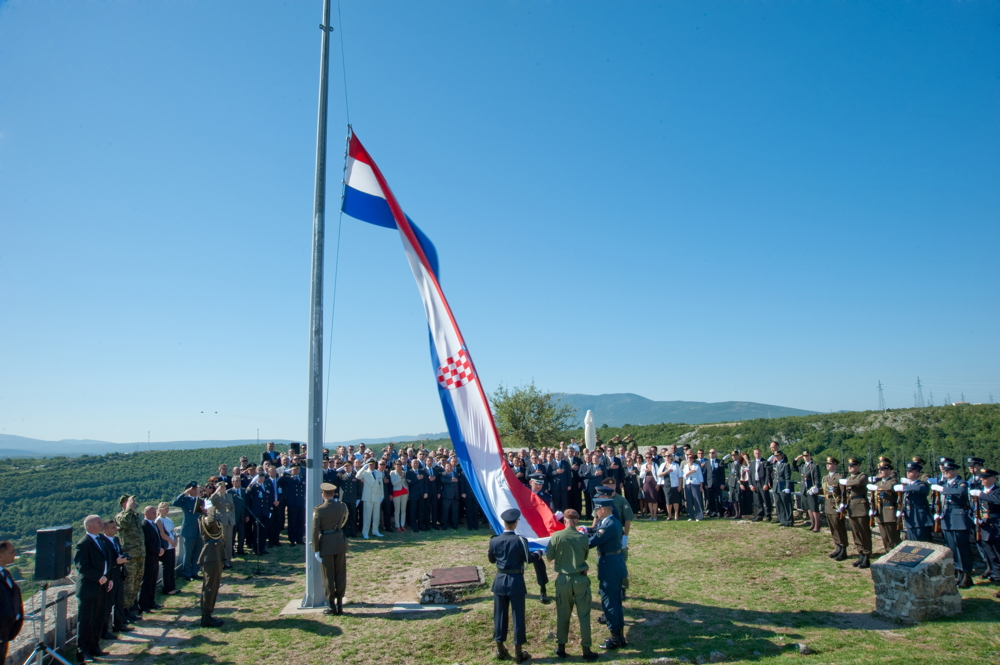
Podniesienie flagi chorwackiej na twierdzy w Kninie podczas obchodów Dnia Zwycięstwa, 5 sierpnia 2011.

Operacja Burza (serb.-chorw. Operacija Oluja / Операција Олуја) – operacja wojskowa przeprowadzona w dniach 4–7 sierpnia 1995 roku podczas wojny w Chorwacji przez armię chorwacką celem wyzwolenia Knina i likwidacji separatystycznej Republiki Serbskiej Krajiny. Kulminacyjny moment operacji, zajęcie Knina, obchodzone jest w Chorwacji jako Dzień Zwycięstwa. Ocena operacji pozostaje przedmiotem kontrowersji pomiędzy Chorwacją i Serbią – w Chorwacji uznawana jest ona za humanitarnie przeprowadzoną operację wojskową i przyłączenie „grodu króla Zwonimira” do macierzy, w Serbii – za masowe wysiedlenie Serbów i zbrodnię wojenną (w wyniku chorwackiej inwazji ok. 200-250 tysięcy Serbów zdecydowało się opuścić terytorium Krajiny).
W 2010 roku Serbia pozwała Chorwację przed Międzynarodowym Trybunałem Karnym, oskarżając ją o przeprowadzenie ludobójstwa. W 2015 roku trybunał uznał, iż serbska ludność cywilna samodzielnie opuściła terytorium Krajiny, a celem chorwackich władz nie było usunięcie mniejszości narodowej z kraju.